# Galang Pengampon Gede
Galang Pengampon Gede is een bestuurslaag in het regentschap Pekalongan van de provincie Midden-Java, Indonesië. Galang Pengampon Gede telt 4128 inwoners (volkstelling 2010).